# Rik Van Nutter
Rik Van Nutter (1. maj 1929 - 15. oktober 2005) var en amerikansk skuespiller, der havde flere mindre filmroller. Han er nok mest kendt for sin rolle som Felix Leiter i James Bond-filmen Thunderball (1965).

## Filmografi
| År   | Titel                       | Rolle               | Noter              |
| ---- | --------------------------- | ------------------- | ------------------ |
| 1959 | Guardatele ma non toccatele | Charlie             |                    |
| 1959 | Uncle Was a Vampire         | Victor              | Uncredited         |
| 1960 | Space-Men                   | Ray Peterson (IZ41) |                    |
| 1960 | The Passionate Thief        |                     |                    |
| 1960 | Some Like It Cold           | German Officer      |                    |
| 1961 | Romanoff and Juliet         | Freddie             |                    |
| 1962 | Tharus Son of Attila        | Oto                 |                    |
| 1965 | The Revenge of Ivanhoe      | Ivanhoe             |                    |
| 1965 | Aventuras del Oeste         | Buffalo Bill Cody   |                    |
| 1965 | Thunderball                 | Felix Leiter        |                    |
| 1966 | A Stroke of 1000 Millions   | Fraser              |                    |
| 1967 | Dynamite Joe                | Agent Joe Ford      |                    |
| 1977 | Foxbat                      | Crays               |                    |
| 1979 | Pacific Inferno             | Dennis              | (sidste filmrolle) |